# 吕克 (洛泽尔省)
吕克（法語：Luc，法語發音：[lyk]）是法国洛泽尔省的一个市镇，属于芒德区。

## 地理
吕克（44°39'1"N, 3°53'27"E）面积46.1 平方千米，位于法国奧克西塔尼大區洛泽尔省，该省份为法国南部内陆省份，北起上盧瓦爾省和康塔爾省，西接阿韦龙省，南至加尔省，东临阿尔代什省。
与吕克接壤的市镇（或旧市镇、城区）包括：塞利耶迪吕克、拉韦吕讷、莱斯佩龙、圣艾蒂安-德吕格达雷斯、皮洛朗堡、谢拉尔莱韦克、圣弗卢尔德梅夸尔、朗戈涅、蒙洛泽尔埃古莱。

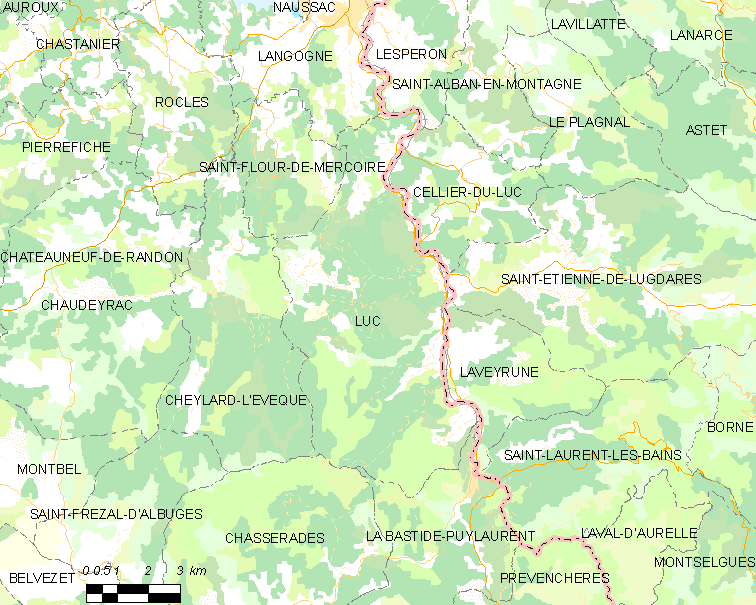
的OSM定位图

吕克的时区为UTC+01:00、UTC+02:00（夏令时）。

## 行政
吕克的邮政编码为48250，INSEE市镇编码为48086。

## 政治
吕克所属的省级选区为朗戈涅县。

## 人口

1962-2008年间人口变化图示

吕克于2022年1月1日时的人口数量为207人。